# Caprimulgus stellatus
Caprimulgus stellatus là một loài chim trong họ Caprimulgidae.